# Louis Eugène Baille
Pour les articles homonymes, voir Baille (homonymie).
Louis Eugène Baille, né à Besançon le 7 juillet 1860 et mort dans sa ville natale le 15 août 1956, est un peintre français.

## Biographie
Élève de William Bouguereau, Tony Robert-Fleury et Gabriel Ferrier, il reçoit en 1899 une mention honorable au Salon des artistes français.